# Friedrich August von Elverfeld genannt von Beverförde-Werries

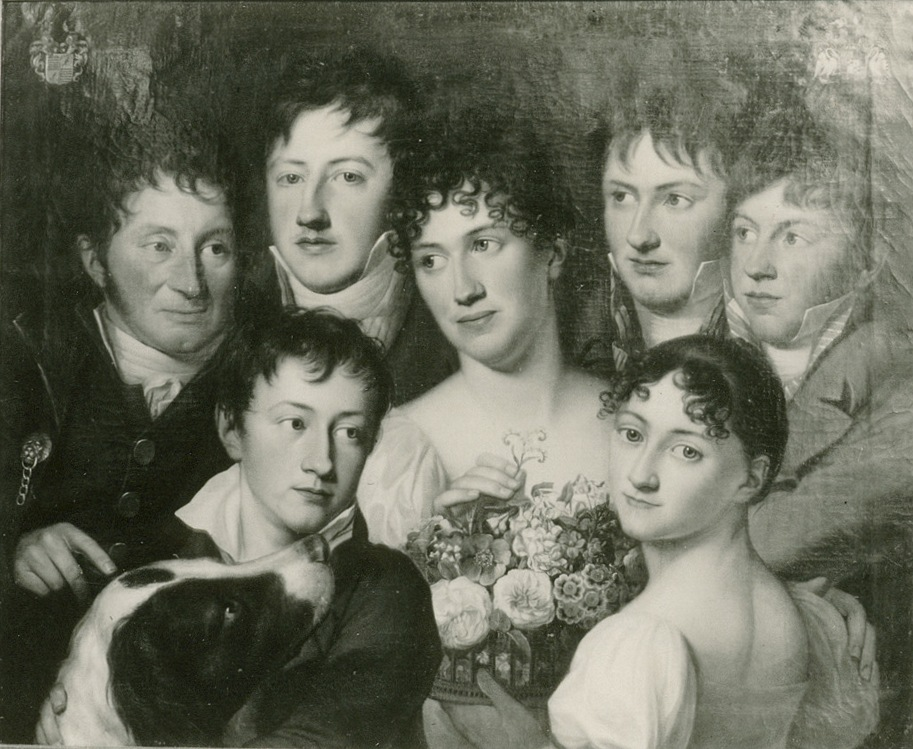
Friedrich August (als zweiter oben links) im Kreis seiner Familie, Maler Johann Christoph Rincklake

Friedrich August Anton Maria Freiherr von Elverfeld genannt von Beverfoerde-Werries (* 28. Juni 1796 in Münster; † 21. Mai 1864 in Hamm) war ein preußischer Generalmajor. Am 19. Dezember 1844 wurde sein Freiherren-Titel bestätigt, dessen Anerkennung seinem Vater wegen der Zusammenarbeit mit den Franzosen verweigert worden war.

## Leben

### Herkunft
Seine Eltern waren der Kammerherr und Gutsbesitzer Friedrich Clemens von Elverfeldt genannt Beverförde zu Werries (1767–1835) und dessen Ehefrau Maria Anna Wilhelmine, geborene Gräfin von und zu Westerholt-Gysenberg (1774–1852). Seine Schwester Wilhelmine Gisberta (* 21. März 1801) war mit dem Generalmajor Lebrecht von Graevenitz verheiratet.

### Werdegang
Elverfeld erhielt seine schulische Ausbildung in Münster. Im Jahr 1813 kam er zum 4. Regiment der Garde d’honneur der Französischen Armee. Am 13. Dezember 1813 wechselte er in preußische Dienste und wurde als Sekondeleutnant im 1. Westfälischen Landwehr-Kavallerie-Regiment angestellt. Sein Patent wurde aber auf den 3. Juni 1814 datiert. 1815 kämpfte Elverfeld in den Schlachten bei Ligny und Belle Alliance sowie den Belagerungen von La Ferte und Laon und dem Gefecht bei Villers-Cotterêts.
Am 24. Mai 1816 wurde er dem 11. Husaren-Regiment aggregiert und am 1. Juli 1817 einrangiert. Am 1. Oktober 1819 folgte seine Kommandierung zur Lehr-Eskadron, bevor Elverfeld am 30. März 1820 in das Garde-Husaren-Regiment versetzt wurde. 1826 war er zum Pferdekauf an die Moldau kommandiert, bevor Elverfeld am 15. November 1827 zum Premierleutnant befördert wurde. Am 2. August 1830 erhielt er den päpstlichen Orden vom Goldenen Sporn. Am 14. Oktober 1833 avancierte Elverfeld zum Rittmeister und Eskadronchef in seinem Regiment. 1838 erhielt er das Dienstkreuz. Am 23. April 1842 wurde Elverfeld zum Major befördert und zum etatsmäßigen Stabsoffizier ernannt. Dazu erhielt er am 17. September 1843 den Roten Adlerorden IV. Klasse und den Russischen Sankt-Stanislaus-Orden II. Klasse. Am 14. Dezember 1848 wurde Elverfeld zum Kommandeur des Garde-Husaren-Regiments ernannt. In dieser Stellung folgte am 26. September 1850 die Beförderung zum Oberstleutnant sowie am 2. Dezember 1851 zum Oberst. Unter Verleihung des Charakters als Generalmajor erhielt Elverfeld am 11. Mai 1854 seinen Abschied mit Pension, bevor er am 21. Juli 1856 mit Pension zur Disposition gestellt wurde. Am 18. Oktober 1861 erhielt er noch den Roten Adlerorden II. Klasse mit Eichenlaub.

### Familie
Elverfeld heiratete am 5. Juni 1837 in Buhrau bei Sagan Maria Clementine Fortunata Bianka Gräfin von Kospoth (* 1812; † 23. Dezember 1881). Das Paar hatte mehrere Kinder:
- Maria Clementine (* 6. März 1838; † 9. Dezember 1904) ⚭ 1858 Ferdinand von der Recke (* 7. Oktober 1830; † 1. Juni 1886)
- Max Albrecht (* 18. März 1840), Oberstleutnant a. D. ⚭ 1886 Laura von Pauly-Vogel (geschieden)
- Karl Leopold Hermann Georg (* 4. August 1843) ⚭ 1880 Minna Friederike Rohmer (* 25. März 1844)